# Jouques
Jouques település Franciaországban, Bouches-du-Rhône megyében. Lakosainak száma 4478 fő (2022. január 1.). Jouques Peyrolles-en-Provence, Saint-Paul-lès-Durance, Vauvenargues, Rians, Mirabeau és Pertuis községekkel határos.

## Népesség
A település népességének változása:
| Lakosok száma | 2047 | 2238 | 3062 | 3925 | 4267 | 4393 | 4413 | 4406 | 4436 | 4478 |
|               | 1968 | 1982 | 1990 | 2006 | 2013 | 2015 | 2017 | 2019 | 2020 | 2022 |